# Newton Game Dynamics

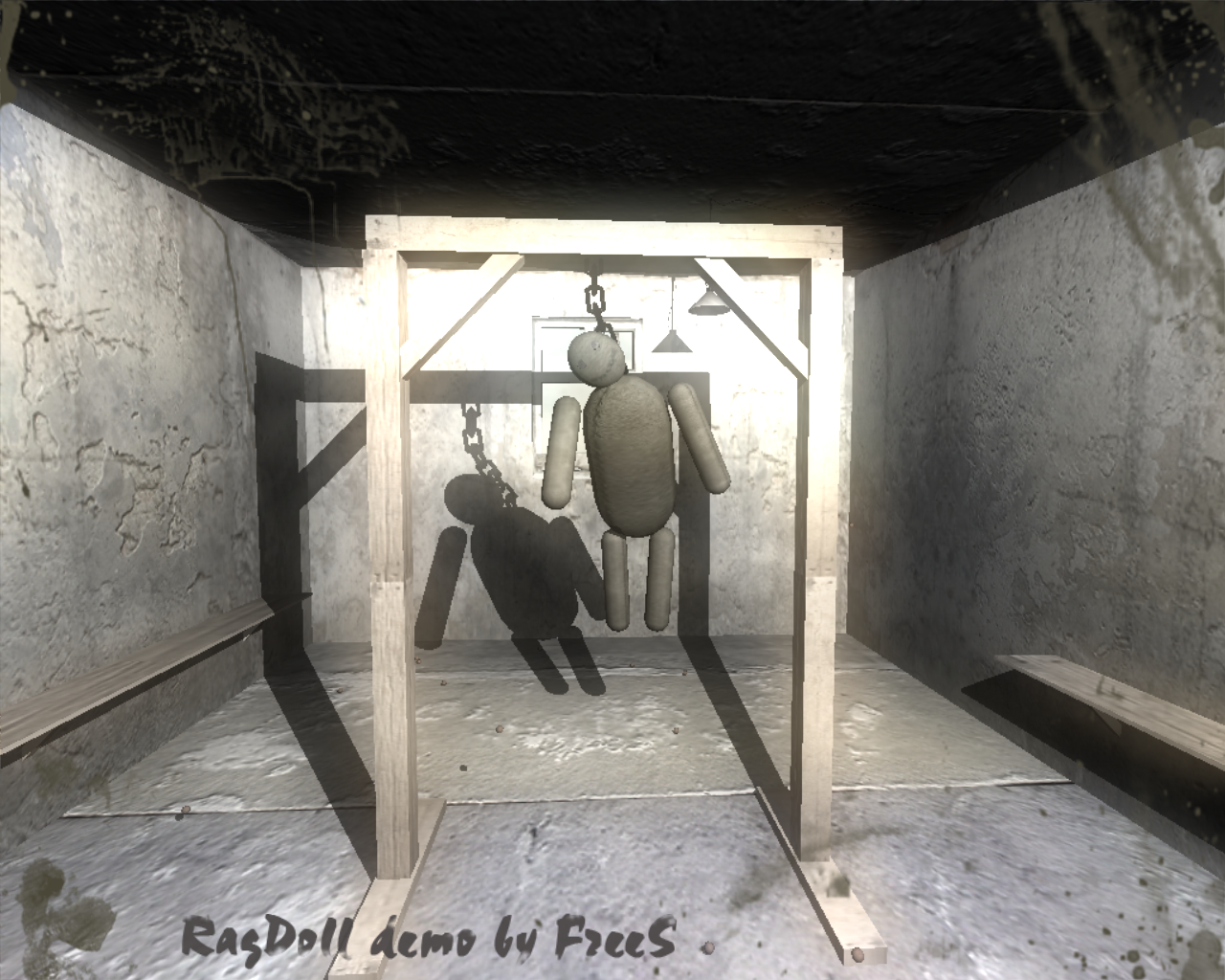
Демонстрация физики Ragdoll при помощи движка «Newton Game Dynamics». Эта демонстрационная программа использует свободный графический движок «OGRE» и свободную текстурную библиотеку «DevIL».

Newton Game Dynamics (рус. Игровая Динамика Ньютона; далее — «Newton») — физический движок реального времени, моделирующий реалистичное поведение твёрдых тел в компьютерных играх и других приложениях реального времени. «Newton» является свободным физическим движком, распространяемым под лицензией zlib.
В отличие от большинства других физических движков, работающих в реальном времени, «Newton» больше акцентирован на физическую точность моделирования, чем на скорость. Его обработчик (англ. solver) является детерминированным и не базируется на традиционных LCP (англ. Linear complementarity problem — задача линейной взаимозависимости) или итерационных методах. Преимущество движка заключается в том, что он может обрабатывать тела с более высоким отношением масс (до 400:1), и моделирование является очень устойчивым и легко настраиваемым. Однако вследствие более точных и совершенных методов вычисления скорость работы «Newton» ниже, чем в других подобных ему движках.
В настоящее время программистом Джулио Жерезом активно разрабатывается новая версия, которая будет использовать преимущества многоядерных CPU и GPU.

## Особенности и характеристики
- API написан на языке C.
- Движок доступен для Microsoft Windows, Mac OS X и Linux.
- Изобилие выпуклых форм столкновений.
- Составные формы столкновений.
- Непрерывный режим столкновений.
- Стержень, шар, бегунок, штопор и другие настраиваемые соединения.
- Мощный настраиваемый API ограничений и соединений.
- Специальный контейнер транспортного средства.
- Специальный контейнер физики Ragdoll.
- Движок также пригоден для использования как отдельная библиотека обнаружения столкновений.
- Движок полностью детерминированный (только когда работает в «родном» режиме, без использования SIMD-расширений)

## Лицензирование
Изначально Newton Game Dynamics был проприетарным движком, бесплатным для некоммерческого и коммерческого использования. Лицензия на Newton Game Dynamics позволяет разработчикам свободно включать движок в личные проекты или коммерческие продукты при условии указания факта использования библиотеки. Кроме того, движок мог быть использован только в тех программах, которые сами не являются физическим движком.
15 февраля 2011 года на официальном сайте движка Джулио Жерез сообщил, что с этого момента Newton Game Dynamics становится свободным программным продуктом, распространяемым под лицензией zlib. Исходный код движка был выложен на Google Code.

## Использование
Много некоммерческих, коммерческих и академических проектов используют «Newton Game Dynamics». Он является популярным в сообществах графических движков Irrlicht и OGRE.

### Игры, использующие Newton
Неполный список компьютерных игр, использующих Newton:
- Future Pinball
- Mount & Blade
- Mount & Blade: Warband
- Micro Madness
- Nicktoons Winners Cup Racing
- Overclocked: A History of Violence
- Penumbra: Overture
- Penumbra: Black Plague
- Penumbra: Requiem
- Steam Brigade
- Walabers Trampoline
- Amnesia: The Dark Descent
- Amnesia: A Machine for Pigs
- Active Worlds
- SOMA
- Amnesia: Rebirth
- Amnesia: The Bunker

### Игровые движки, использующие Newton
Неполный список игровых движков, использующих Newton:
- Leadwerks Game Engine
- Mango Game Engine
- Quest3D
- Truevision3D
- HPL Engine 1, 2 и 3
- PixelLight